# Nina Artsisjevskaja
Nina Vjatsjeslavovna Artsisjevskaja (Russisch: Нина Вячеславовна Арцишевская) (Moskou, 22 februari 1933) was een basketbalspeler en coach van het nationale damesteam van de Sovjet-Unie. Ze werd Meester in de sport van de Sovjet-Unie in 1952 ook kreeg ze de Orde van de Rode Vlag van de Arbeid (Sovjet-Unie).

## Carrière
Artsisjevskaja speelde voor Stroitel Moskou en won het landskampioenschap van de Sovjet-Unie in 1952. In 1955 werd ze tweede en in 1954 en 1957 derde. Ze verloor met dat team de USSR Cup in 1953 van Dinamo Moskou met 34-53. In 1961 werd het hele team overgenomen door Serp i Molot Moskou. Ze werd met dat team derde om het landskampioenschap van de Sovjet-Unie in 1962. In 1956 werd ze landskampioenschap van de Sovjet-Unie met RSFSR Moskou en in 1963 derde. In 1963 stopte ze met basketbal.
Als speler voor het nationale team van de Sovjet-Unie won ze goud op de Europese kampioenschappen in 1954, 1956 en zilver in 1958. Ook won ze goud op het wereldkampioenschap in 1959.

## Erelijst (speler)
- Landskampioen Sovjet-Unie: 2
  - Winnaar: 1952, 1956
  - Tweede: 1955
  - Derde: 1954, 1957, 1962, 1963
- Bekerwinnaar Sovjet-Unie:
  - Runner-up: 1953
- Wereldkampioenschap: 1
  - Goud: 1959
- Europees Kampioenschap: 2
  - Goud: 1954, 1956
  - Zilver: 1958